# Pyrinae
Pyrinae je nekadašnji podtribus ružovki, dio tribusa Maleae. Najpopoznatiji predstavnik je kruška (Pyrus), po kojemu je tribus imenovan. Danas se smatra netočnim nazivom za potpleme Malinae.

## Filogenija podplemena Pyrinae
Generički odnosi u Pyrinae (ekvivalent potporodici Maloideae) procijenjeni su sa šest regija kloroplasta i pet regija jezgre. Također su ucrtani 12 nemolekularnih znakova na molekularnu filogeniju. Stabla DNK kloroplasta nisu u skladu s onima iz nuklearnih regija, kao što je većina nuklearnih regija jedna s drugom. Neki od ovih sukoba mogu biti rezultat hibridizacije, koja se događa između mnogih rodova Pyrinae u sadašnjosti, a možda se dogodila i u prošlosti, i dupliciranja nuklearnih lokusa. Divergencija sekvenci između rodova Pyrinae, koja je znatno manja od one između rodova druge velike klade u Rosaceae, Rosoideae, koncentrirana je u završnim granama, s kratkim unutarnjim granama. Ovaj obrazac je u skladu s drevnim, brzim zračenjem, što je također pretpostavljeno na temelju fosilnih zapisa. Čak i s oko 500 000 bp sekvenci, rezultati istraživanja (2007) rješavaju samo nekoliko malih skupina rodova i ostavljaju dosta neizvjesnosti o filogenetskim odnosima unutar Pyrinae.

## Rodovi
1. Stranvaesia Lindl. (6 spp.)
2. Cormus Spach (1 sp.)
3. Pyrus L. (74 spp.)
4. Sorbus L. (166 spp.)
5. Micromeles Decne. (3 spp.)
6. ×Sorbomeles Sennikov & Kurtto (0 sp.)
7. Rhaphiolepis Lindl. (47 spp.)
8. Heteromeles M.Roem. (1 sp.)
9. Cotoneaster Medik. (244 spp.)
10. Photinia Lindl. (24 spp.)